# Gersemia fruticosa
Gersemia fruticosa är en korallart som först beskrevs av Sars 1860.  Gersemia fruticosa ingår i släktet Gersemia och familjen Nephtheidae. Inga underarter finns listade i Catalogue of Life.